# Schmidt (Nideggen)
Schmidt is de op één na grootste plaats in de Duitse gemeente Nideggen, deelstaat Noordrijn-Westfalen en telt 3.058 inwoners (31 december 2020).
Tot Schmidt behoren de buurtschappen Kommerscheidt, 2 km ten westnoordwesten van het eigenlijke dorp, en Freitscheidt, ten oosten van Kommerscheidt.
Schmidt ligt in de Eifel, ongeveer 8 km ten zuidwesten van Nideggen-stad, op een plateau, dat wordt begrensd door uitlopers van de Hoge Venen in het westen en het dal van de Rur in het oosten. Schmidt ligt op 480 meter hoogte nabij de Roerdaldam (Rurtalsperre). Van het dorp Schmidt leidt een 1500 meter lang pad gemiddeld 9½ % omlaag naar de, nog juist binnen de gemeentegrens liggende, noordpunt van dit stuwmeer (Rurstausee), waar uitgebreide toeristische faciliteiten zijn ontwikkeld (strandrecreatie Sonnenstrand Eschauel, watersport, hotels, campings enz.). Bij Schmidt ligt ook een 23 hectare groot wildpark met herten, moeflons e.d.

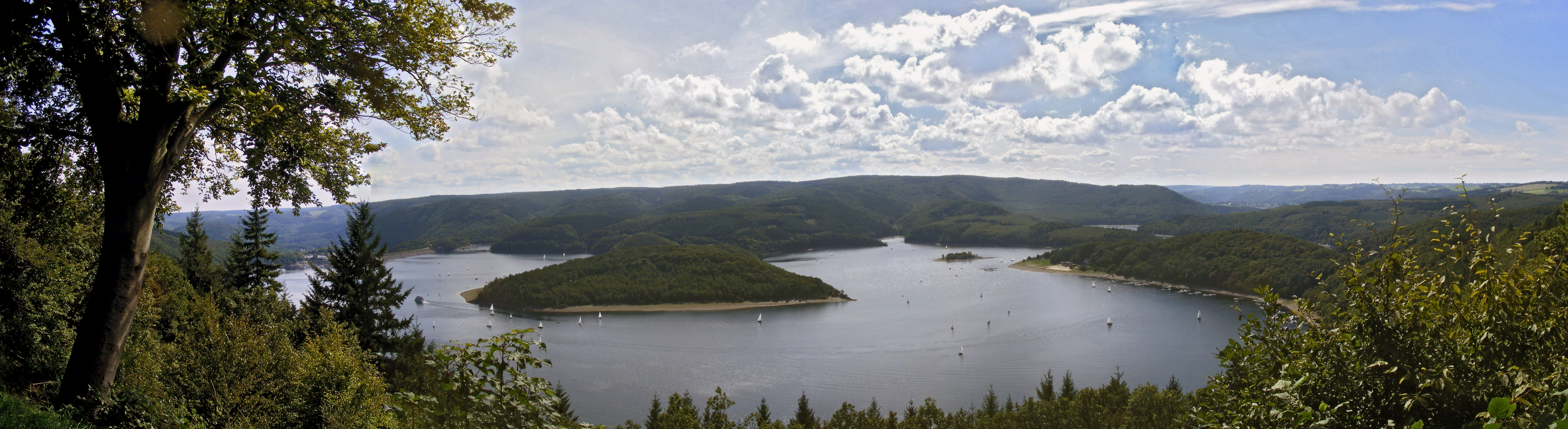
De Rurstausee gezien vanuit Schmidt
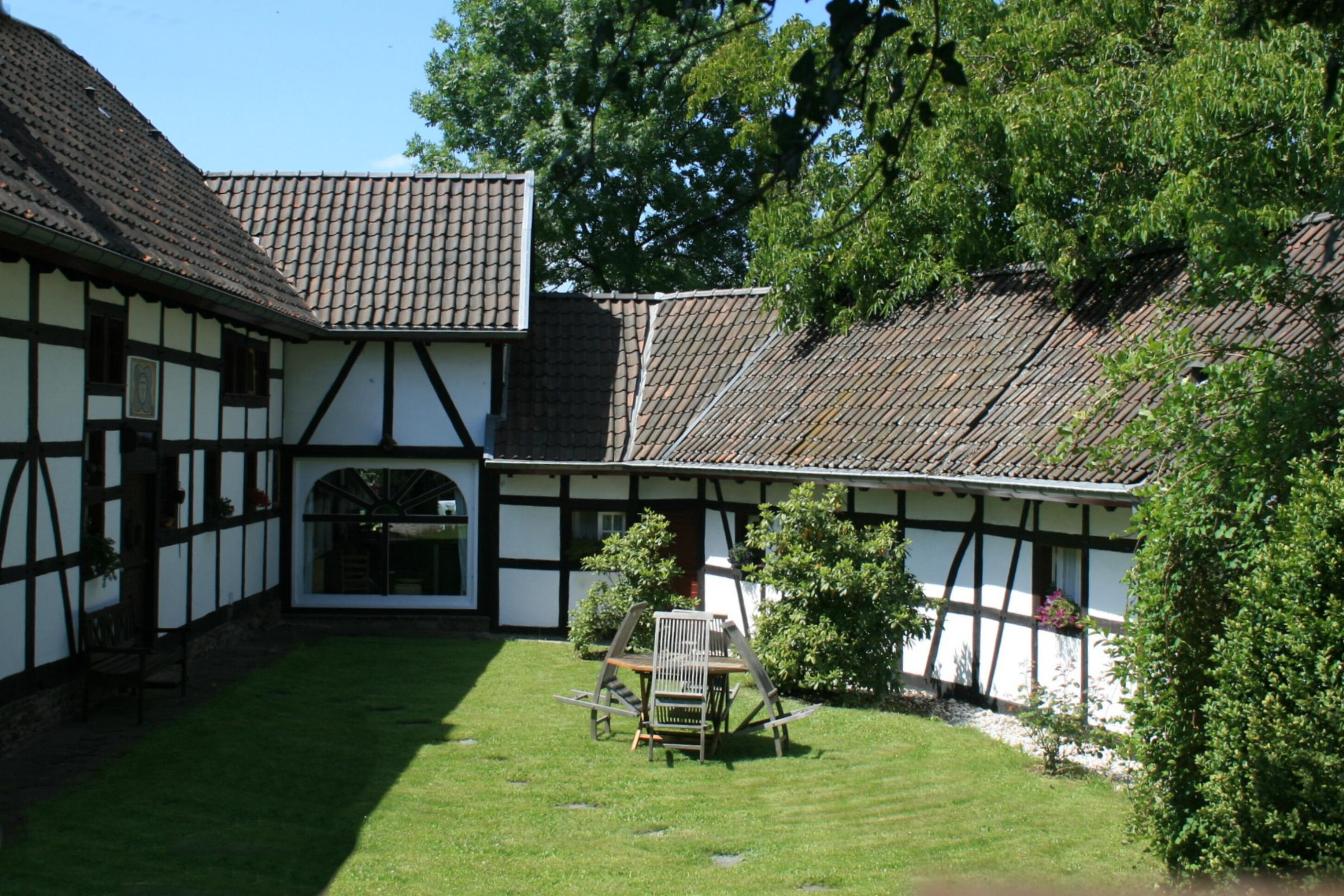
Een van de weinige oude (17e-eeuwse) boerderijen bij Schmidt
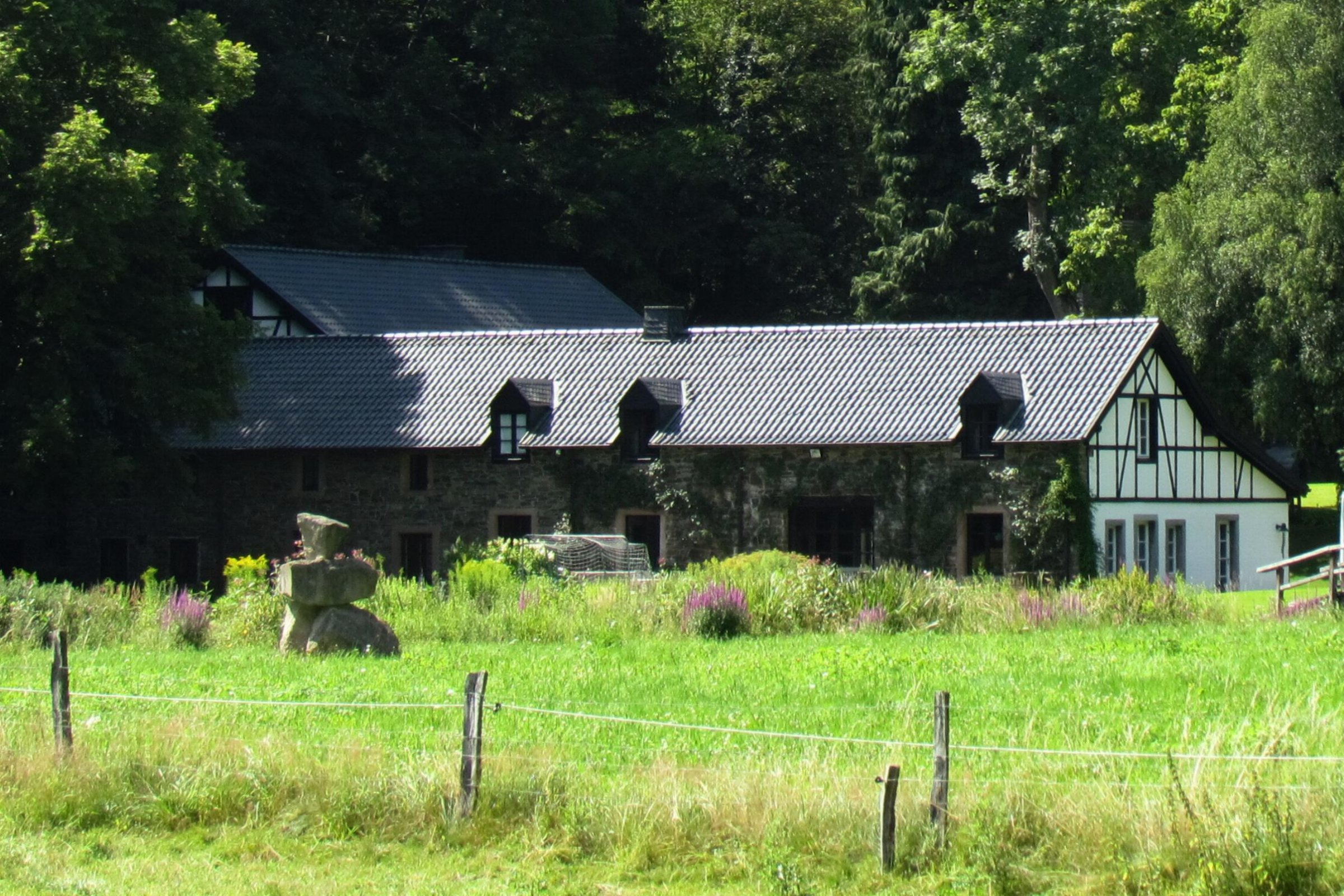
Voormalige hamermolen (1806) voor ijzerbewerking

Bij Schmidt, dat genoemd is naar reeds in de late Romeinse tijd en in de middeleeuwen gevestigde smederijen, waarvan de uitbaters het ijzererts zelf uit het gebergte ter plaatse opdolven, mondt het schilderachtige beekje de Kall uit in de Rur. In de 19e eeuw was aan deze beek een hamermolen voor ijzerbewerking in bedrijf.
Schmidt was aan het einde van de Tweede Wereldoorlog  (september 1944 -januari 1945) het toneel van zware gevechten bij de, door de geallieerden in eerste instantie verloren,  Slag om het Hürtgenwald. Aan Amerikaanse zijde sneuvelden bij de gevechten om Schmidt 6184 man; de Duitsers verloren hier ongeveer 3000 man. Het dorp werd hierbij verwoest, maar na de oorlog heropgebouwd. Voor deze herbouw, met name die van de dorpskerk (1949-1950), werden gelden aangewend, die met smokkel van rookwaren en koffie aan de nabije grens met België waren verdiend. Deze Sint-Hubertuskerk kreeg daardoor de -ook door de geestelijken gebruikte!- bijnaam Smokkelkerk St. Mokka.
De actrice Pia Stutzenstein (geboren 14 maart 1989 in Aken) bracht haar jeugd door in het dorp.